# Johan Frans Podolyn
Johan Frans Podolijn (Lisboa, 29 de maio de 1739 — Göteborg, 29 de maio de 1784), também conhecido por Johan Frans Podolyn ou Johann Franz Podolyn, foi um numismata sueco, que publicou alguns artigos sobre as moedas púnicas encontradas na ilha do Corvo, nos Açores.

## Biografia
Podolyn era filho de um mercador sueco que exerceu as funções de vice-cônsul da Suécia em Lisboa. Era um reconhecido poliglota. Trabalhou para a família de Jonas Alströmer, acompanhando os seus empregadores em viagens, e foi guarda-livros em  Göteborg e Alingsås.
Dedicou-se à numismática, juntando uma considerável colecção de moedas. Entre as moedas da sua colecção estavam algumas moedas de origem cirenaica que haviam sido encontradas na costa da ilha do Corvo, nos Açores.
Publicou uma descrição das moedas encontradas no Corvo num artigo que foi editado em 1778 num periódico académico sueco, antecessor do actual órgão oficial da Real Sociedade de Ciências e Letras de Gotemburgo, sociedade de que se presume seria membro.
Foi casado com Anna Norberg e foi noivo de Jeanette Ölander, mas esta faleceu antes do casamento.